# Selección de rugby de Perú
La selección de rugby de Perú, también conocida como Los Tumis, es la selección representante de Perú en las competiciones de rugby de Sudamérica Rugby (SR) y de la World Rugby (WR). 

## Historia
La primera participación internacional de la selección peruana se remonta al Campeonato Sudamericano de Rugby de 1958, primera y única participación de Perú en el principal torneo de selecciones de rugby en Sudamérica. En dicho campeonato, se destacó la contribución al juego peruano de los jugadores Leach, Silverbergg, Bremer, Letts, Chapman, Brown y Barton. Sin embargo, es importante precisar que pese a que el campeonato fue organizado por la Federación de Rugby de Chile, ninguna autoridad peruana dispone de datos que acrediten la participación de la selección. Perú jugó ante Argentina, Uruguay y Chile, perdiendo los tres partidos.
En 1998, a poco más de un año de la fundación de la Unión Peruana de Rugby el 11 de febrero de 1997, un combinado local se enfrentó en el Estadio Carlos Dittborn a las selecciones adulta y juvenil de la ciudad de Arica, Chile.
Después de 1958, la selección peruana no volvió a disputar ningún encuentro de carácter oficial hasta el 2000, año en el que se creó el Sudamericano de Rugby B y que contó con la participación de Brasil y Venezuela.
En 2010, Los Tumis obtuvieron su primer título al ganar de forma invicta el Sudamericano de Rugby B con sede en la ciudad de Medellín, Colombia. Dicho torneo tuvo la participación de Venezuela, Colombia y Costa Rica.
En 2018, la selección peruana volvió a ganar de forma invicta el Sudamericano de Rugby B con sede en la ciudad de Antigua Guatemala, Guatemala. Dicho torneo contó con la participación de Costa Rica y Guatemala.

## Emblema
La camiseta de la selección peruana de rugby lleva como emblema al Tumi, cuchillo ceremonial y símbolo de la Cultura moche, civilización andina que se asentó en zonas del actual territorio peruano. 

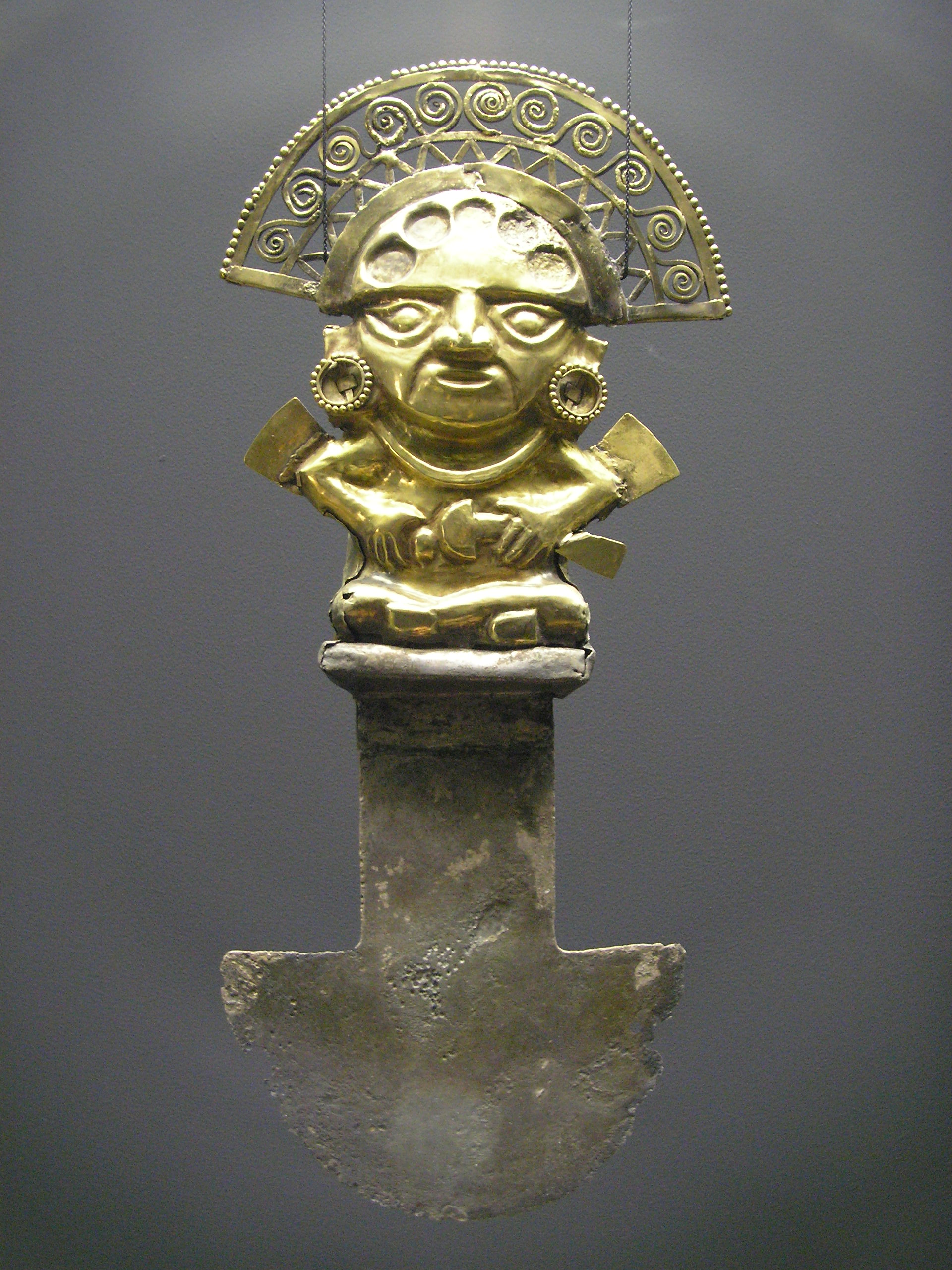
El tumi es el cuchillo ceremonial representativo de la selección peruana de rugby.

## Participación en copas

### Copa del Mundo
- No ha clasificado

### Sudamericano
- Sudamericano 1958: 4.º puesto (último)[3]

### Sudamericano B
Las ediciones del 2001, 2008 y 2012 fueron clasificatorias a las Copas Mundiales del 2003, 2011 y 2015 respectivamente.
- Sudamericano B 2000: 3.º puesto (último)
- Sudamericano B 2001: 3.º puesto
- Sudamericano B 2002: 2.º puesto
- Sudamericano B 2003: 4.º puesto (último)
- Sudamericano B 2004: 3.º puesto
- Sudamericano B 2005: 3.º puesto
- Sudamericano B 2006: 4.º puesto
- Sudamericano B 2007: 2.º puesto
- Sudamericano B 2008: 5.º puesto (último)
- Sudamericano B 2009: 3.º puesto
- Sudamericano B 2010: Campeón invicto
- Sudamericano B 2011: 2.º puesto
- Sudamericano B 2012: 4.º puesto (último)
- Sudamericano B 2013: 3.º puesto
- Sudamericano B 2014: 3.º puesto
- Sudamericano B 2015: 2.º puesto
- Sudamericano B 2016: 3.º puesto
- Sudamericano B 2017: 3.º puesto (último)
- Sudamericano B 2018: Campeón invicto
- Sudamericano B 2022: No participó
- Sudamericano B 2023: No participó

## Palmarés
| Competición internacional |                |                            |                                                          | Cuarto lugar         |
| ------------------------- | -------------- | -------------------------- | -------------------------------------------------------- | -------------------- |
| Sudamericano de Rugby A   |                |                            |                                                          | 1 (1958)             |
| Sudamericano de Rugby B   | 2 (2010, 2018) | 4 (2002, 2007, 2011, 2015) | 9 (2000, 2001, 2004, 2005, 2009, 2013, 2014, 2016, 2017) | 3 (2003, 2006, 2012) |

## Estadísticas
Anexo: Partidos de la selección de rugby de Perú
- Último Test Match considerado vs Costa Rica (44-0), 29 de septiembre de 2024.

| Adversario | Jugados | Ganados | Perdidos | Empatados | % Efectividad | Mejor resultado |
| ---------- | ------- | ------- | -------- | --------- | ------------- | --------------- |
| Argentina  | 1       | 0       | 1        | 0         | 0.0%          | 0 - 44          |
| Brasil     | 9       | 0       | 9        | 0         | 0.0%          | 15 - 24         |
| Chile      | 2       | 0       | 2        | 0         | 0.0%          | 3 - 31          |
| Colombia   | 17      | 8       | 9        | 0         | 47.05%        | 28 - 0          |
| Costa Rica | 8       | 7       | 1        | 0         | 87.5%         | 61 - 5          |
| Ecuador    | 5       | 5       | 0        | 0         | 100.0%        | 65 - 5          |
| Guatemala  | 2       | 2       | 0        | 0         | 100.0%        | 64 - 8          |
| Paraguay   | 5       | 0       | 5        | 0         | 0.0%          | 0 - 22          |
| Uruguay    | 1       | 0       | 1        | 0         | 0.0%          | 6 - 10          |
| Venezuela  | 20      | 7       | 13       | 0         | 35.0%         | 22 - 5          |
| Total      | 71      | 29      | 42       | 0         | 40.84%        | -               |

## Resultados destacados
|   | Año  | Rival      | Resultado | Diferencia |
| - | ---- | ---------- | --------- | ---------- |
| 1 | 2016 | Ecuador    | 65 - 5    | +60        |
| 2 | 2023 | Guatemala  | 64 - 8    | +56        |
| 3 | 2010 | Costa Rica | 61 - 5    | +56        |
| 4 | 2014 | Ecuador    | 45 - 0    | +45        |
| 5 | 2024 | Costa Rica | 44 - 0    | +44        |
| 6 | 2009 | Costa Rica | 47 - 8    | +39        |
| 7 | 2018 | Guatemala  | 34 - 0    | +34        |
| 8 | 2015 | Ecuador    | 30 - 0    | +30        |

|   | Año  | Rival    | Resultado | Diferencia |
| - | ---- | -------- | --------- | ---------- |
| 1 | 2004 | Paraguay | 0 - 74    | -74        |
| 2 | 2008 | Paraguay | 0 - 71    | -71        |
| 3 | 2004 | Brasil   | 3 - 73    | -70        |
| 4 | 2005 | Paraguay | 3 - 70    | -67        |
| 5 | 2012 | Paraguay | 3 - 69    | -66        |
| 6 | 2008 | Brasil   | 0 - 59    | -59        |
| 7 | 2000 | Brasil   | 0 - 53    | -53        |
| 8 | 2014 | Colombia | 6 - 56    | -50        |